# Han Bo-reum
Han Bo-reum (en hangul, 한보름; nacida Kim Bo-reum; Seúl, 12 de febrero de 1987) es una actriz surcoreana.

## Carrera
El 10 de julio de 2019 se unió elenco principal de la serie Level Up, donde dio vida a Shin Yeon-hwa, una apasionada directora de desarrollo de una compañía de juegos que está yendo en declive que busca la ayuda del mejor director de una compañía de reestructuración para salvarla, hasta el final de la serie el 15 de agosto del mismo año.
En septiembre de 2020 se unió al elenco de la serie en cien episodios Homemade Love Story (también conocida como "Oh! Samkwang Villa"), donde interpretó a Jang Seo-ah.Volvió a aparecer en una serie de este formato en 2024, interpretando el personaje de Baek Seol-ah en Snow White's Revenge, para el mismo canal KBS2.

## Filmografía

### Series de televisión
| Año     | Título                                      | Papel                    | Canal    | Notas          | Ref.         |
| ------- | ------------------------------------------- | ------------------------ | -------- | -------------- | ------------ |
| 2011    | Dream High                                  | Ha So-hyun               | KBS2     |                |              |
| 2013    | Pots of Gold                                | Lee Min-ah               | MBC      |                |              |
| 2013    | Master's Sun                                | Hanna Brown/Cha Hee-joo  | SBS      |                | [ 9 ]        |
| 2013    | Principal Investigator - Save Wang Jo-hyun! | Wang Yoo-mi/Wang Jo-hyun | MBC      | Drama Festival | [ 10 ]       |
| 2014    | Modern Farmer                               | Han Yoo-na               | SBS      |                |              |
| 2016    | Hey Ghost, Let's Fight                      | Miz                      | tvN      | Cameo          |              |
| 2017    | Go Back Couple                              | Yoon Bo-reum             | KBS2     |                |              |
| 2018    | Evergreen                                   | novia de Oh Ga-na        | OCN      | Cameo          |              |
| 2018    | Children of a Lesser God                    | Eom Yun-hwa              | OCN      |                |              |
| 2018-19 | Recuerdos de la Alhambra                    | Ko Yoo-ra                | tvN      |                |              |
| 2019    | Level Up                                    | Shin Yeon-hwa            | MBN/UMAX |                |              |
| 2020    | Timing                                      | Hyo-min                  | Naver TV |                | [ 11 ]       |
| 2020-21 | Homemade Love Story                         | Jang Seo-ah              | KBS2     |                | [ 12 ]       |
| 2022    | Treinta y nueve                             | Estudiante de actuación  | JTBC     | Episodio 7     |              |
| 2022    | Insider                                     | Annie Stephen            | JTBC     |                | [ 13 ]       |
| 2024    | Snow White's Revenge                        | Baek Seol-ah             | KBS2     |                | [ 8 ] [ 14 ] |

### Cine
| Año  | Título             | Papel   | Ref.   |
| ---- | ------------------ | ------- | ------ |
| 2011 | Sunday Punch       | Jin-ah  |        |
| 2013 | Queen of the Night | Jang-mi |        |
| 2015 | Death Trip         |         | [ 15 ] |
| 2015 | Chasing Hemingway  |         |        |

### Espectáculos de variedades
| Año  | Título                                        | Red           | Notas                        | Ref.                 |
| ---- | --------------------------------------------- | ------------- | ---------------------------- | -------------------- |
| 2018 | My Brain-fficial                              | Naver TV Cast | invitada - (Ep. 2.08)        |                      |
| 2019 | Law of the Jungle in Northern Mariana Islands | SBS           | miembro - (ep. 349-352)      |                      |
| 2019 | Running Man                                   | SBS           | invitada - (ep. 448)         | [ 16 ] [ 17 ] [ 18 ] |
| 2019 | Prison Life of Fools (Mafia)                  | tvN           | miembro - (ep. 5–26)         |                      |
| 2019 | Law of the Jungle in Myanmar and Myeik        | SBS           | miembro - (ep. 378-380, 382) |                      |

### Presentadora
| Año  | Programa                          | Ref.   |
| ---- | --------------------------------- | ------ |
| 2020 | 2020 Soribada Best K-Music Awards | [ 19 ] |

## Vida personal
El 8 de noviembre de 2016, confirmó que estaba en una relación con Lee Hong-gi, miembro de la banda de rock F.T. Island. En febrero de 2017, se informó que su relación había terminado.